# Tresa (comune)
Tresa è un comune svizzero di 3 158 abitanti del Canton Ticino, nel distretto di Lugano.
Si tratta di un comune sparso, che prende il nome dal fiume Tresa.

## Origini del nome
Il toponimo Tresa è formato dai termini celtici *Tre ("attraversare") e -isca (acqua) per indicare un luogo dove esisteva la possibilità di attraversare un corso d'acqua. Con l'arrivo dei Romani si mutò in Tresiae, (dal latino transire, "passare al di là") per poi mutare in Trexa, Treexie, Tresium per arrivare all'attuale Tresa.

## Storia
Il comune di Tresa venne creato il 18 aprile 2021 dalla fusione dei comuni di Croglio, Monteggio, Ponte Tresa e Sessa.

### Simboli
Lo stemma comunale è stato scelto con una consultazione popolare. È diviso in due parti: in quella superiore è raffigurato un tralcio di vite che ricorda le prime barbatelle di vite Merlot interrate, sperimentalmente, in un vigneto del territorio dell'attuale comune quando, sul finire dell'Ottocento, si cercava un vitigno adatto a ovviare ai problemi viticoli causati dalla peronospora alle viti ticinesi; le quattro foglie rappresentano i quattro comuni che hanno formato il nuovo comune di Tresa. La parte inferiore rappresenta graficamente il significato originale del toponimo come "attraversamento di un corso d'acqua" con un ponte di quattro archi, quattro come i comuni che hanno formato la nuova entità comunale.